# Lontano
Die musikalische Vortragsanweisung lontano (ital. „entfernt“) gibt an, dass eine Passage von einem Musiker vorzutragen ist, der sich etwa hinter der Bühne oder außerhalb des Vortragsraums befindet, sodass sich der Klangeindruck deutlich von den direkt auf der Bühne agierenden Musikern unterscheidet.

## Beispiele
- Charles Ives: The Unanswered Question für Trompete, vier Flöten und Streichquartett
- György Ligeti: Lontano für großes Orchester